# Rizla
Ризла, за тржиште дизајнирано као Rizla+., је марка папира за мотање, који се користи за ручно прављење џоинтова и цигарета тако што се дуван, канабис или друго пушачко средство умотава у њему. Доступни су у више величина и боја, како би разликовало дебљину папира у паковањима. 1997. године, фирма је продата Imperial Brands-у 1997. године.
Ризла као производ још није званично доступан у Србији.

## Историја

### Почетак прављења папира
Почетак рада папира је започео Пјер Лакроа, који је продавао свој папир за дистилерију финог перигорског шампањца 1532. године. Овим потезом је Пјер Лакроа поставио темеље за своји рад, у којој ће његови даљи потомци наслеђивати посао који је радио Пјер.

### Развијање посла у породици Лакроа
1660. године, чланови породице Лакроа су успели да направе папир који има своју специјалну употребу за мотање цигарета. Иако је посао био успешан у то време, није био довољно усавршен у њеној радњи, све до 1736. године, када је Франсоа Лакроа купио млин за производњу папира, што је омогућило њему да тада створи нову компанију, у којој би се производили папири за мотање. Наполеон је 1796. године одобрио породици Лакроа да за француске војнике производи папире за мотање.
1865. године, породица Лакроа је променила формулу папира за мотање - уместо изворног папира, за производњу папира за мотање је почео да се користи "пиринчани папир", по чему ће нова компанија Ризла добити име (riz - Пиринач; La+ - скраћеница породичног имена Лакроа, што у преводу значи "крст").